# Otto Creutz

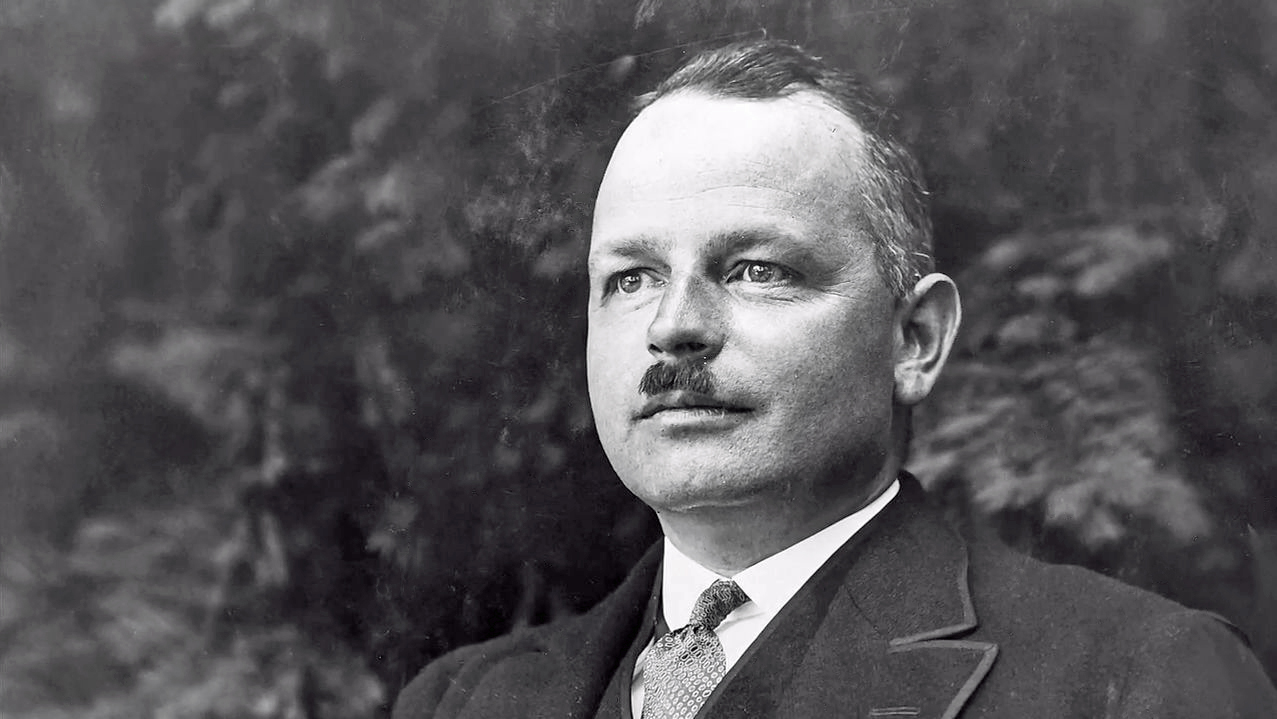
Otto Creutz

Ludwig Joseph Otto Creutz (* 3. Juni 1889 in Köln; † 21. Februar 1951 in Freiburg im Breisgau) war Landrat des Kreises Adenau und „geistiger Vater“ des Nürburgrings. Politisch gehörte Creutz dem Zentrum an.

## Leben
Der Katholik Otto Creutz wurde in Köln als Sohn des Augenarztes Albert Peter Creutz (gestorben 11. November 1891 in Köln) und dessen Ehefrau Magdalena genannt Helene Creutz geborene Holthausen geboren. Nach dem frühen Tod des Vaters besuchte er das Gymnasium in Posen, wo er 1909 auch die Reifeprüfung ablegte. Er studierte in der Folge von 1909 bis 1912 in Freiburg und Bonn Rechtswissenschaften. Mit der Ausarbeitung Die Ratifikation von Staatsverträgen wurde er 1912 in Greifswald zum Dr. jur. promoviert. Nach Ablegung seines Examens unter Ernennung zum Gerichtsreferendar am 24. Juni 1912 absolvierte Creutz als Einjährig-Freiwilliger seinen Wehrdienst in Breslau, bevor er ab dem 1. Oktober 1913 als Gerichtsreferendar bei dem Amtsgericht Meseritz und ab dem 1. Juli 1914 am Landgericht Essen seine juristische Ausbildung fortsetzte.
Die juristische Ausbildung in Essen fand kurz darauf ihre Unterbrechung. Creutz nahm während des gesamten Ersten Weltkriegs von 1914 bis 1918 an diesem Teil; von Dezember 1918 bis zum 31. Januar 1919 war er Angehöriger des Freiwilligenkorps Heuck, bevor er zum 1. Februar 1919 unter Wechsel in die Preußische Zivilverwaltung als Regierungsreferendar bei dem Landratsamt Lennep Verwendung fand. Ein Jahr darauf wechselte er von dort zum 1. Februar 1920 an die übergeordnete Regierung nach Düsseldorf, während seiner dortigen Zeit legte er am 8. Januar 1921 auch die große Staatsprüfung ab, mit anschließender Ernennung zum Regierungsassessor. Bis zu seiner Ausweisung aus dem Rheinland durch die Interalliierte Rheinlandkommission im März 1923 fand Otto Creutz dann von August 1921 bis zum 23. Februar 1923 Beschäftigung bei dem Landratsamt Bitburg. Als Hilfsarbeiter fand er nun bei dem Preußischen Innenministerium (Westabteilung) eine neue Betätigung. Dort erhielt er auch am 11. August 1923 die Beförderung zum Regierungsrat, ehe er zum 1. April 1924 in den Dienstbereich des Polizeipräsidiums Berlin, zur Leitungsübernahme des Polizeiamts Spandau, versetzt wurde.

## Landrat in Adenau
In der Nachfolge von Friedrich Gorius, der nach seiner Rheinlandausweisung 1924 neuer Landrat in Bernkastel werden sollte, erhielt Otto Creutz zunächst kommissarisch zum 1. Dezember 1924 die Leitung des Landratsamtes in Adenau als neue Aufgabe zugewiesen, seine definitive Ernennung folgte am 24. April 1925. Er verblieb in dieser Stellung bis zu seiner Versetzung in den einstweiligen Ruhestand am 30. September 1932, als Folge der Auflösung des Kreises Adenau wegen der kommunalen Neugliederung in Preußen, im Rahmen derer mehrere kleinere Kreise zu Gunsten benachbarter aufgeteilt wurden. Zum 17. August 1933 erfolgte schließlich aufgrund § 6 BBG seine Versetzung in den Ruhestand.
Um der Eifelregion zu einem wirtschaftlichen Aufschwung zu verhelfen, initiierte er zwei Firmen, eine Silberfuchsfarm und einen Holzverarbeitungsbetrieb (Eifelholzbau AG), denen ein langfristiger Erfolg versagt blieb. Als publik wurde, dass in der armen Eifel eine Motorsport-Rennstrecke errichtet werden könnte, nutzte Creutz seine Kontakte nach Berlin. Er erreichte, dass rund um die Nürburg die sogenannte „Gebirgs,- Renn- und Prüfstrecke“, der Nürburgring, errichtet wurde. 

„Im Jahre 1925 entstand mit Hilfe von 1500 Erwerbslosen und einem Kostenaufwand von 14 Mill. Reichsmark eine der schönsten Rennstrecken der Welt. Dieses Unternehmen hatte die Kreisfinanzen zwar ruiniert, aber Landrat Dr. Creutz gebührt die Anerkennung, eine der strukturwirksamsten Maßnahmen für dieses Eifelgebiet geschaffen zu haben. Er hatte erkannt – was auch heute noch gelten dürfte –: Dem Gebiet um Adenau kann durch einen Ausbau des Fremdenverkehrs geholfen werden, allerdings nur, wenn dieses Unternehmen großzügig begonnen wird. Landrat Dr. Creutz hat den Grundstein dazu gelegt.“

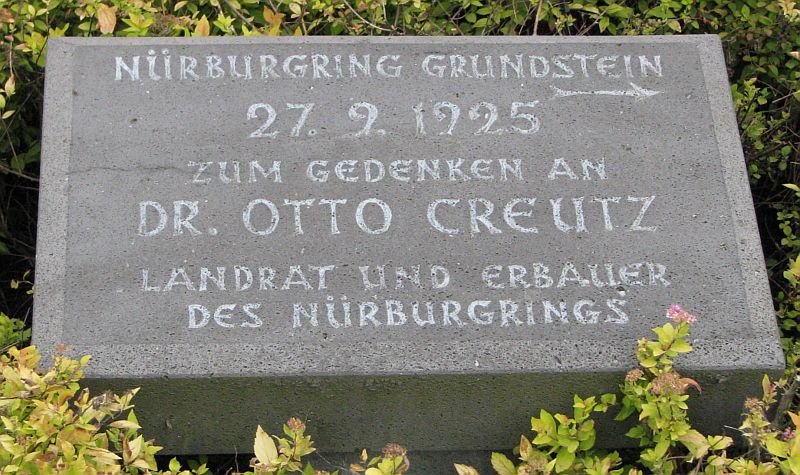
Gedenkstein am Nürburgring von 2002

Als der Kreis Adenau 1932 aufgelöst wurde, überreichten Adenauer Bürger Otto Creutz eine kunstvoll gefertigte Urkunde. Ende 1932 zog die Familie Creutz nach Berlin.

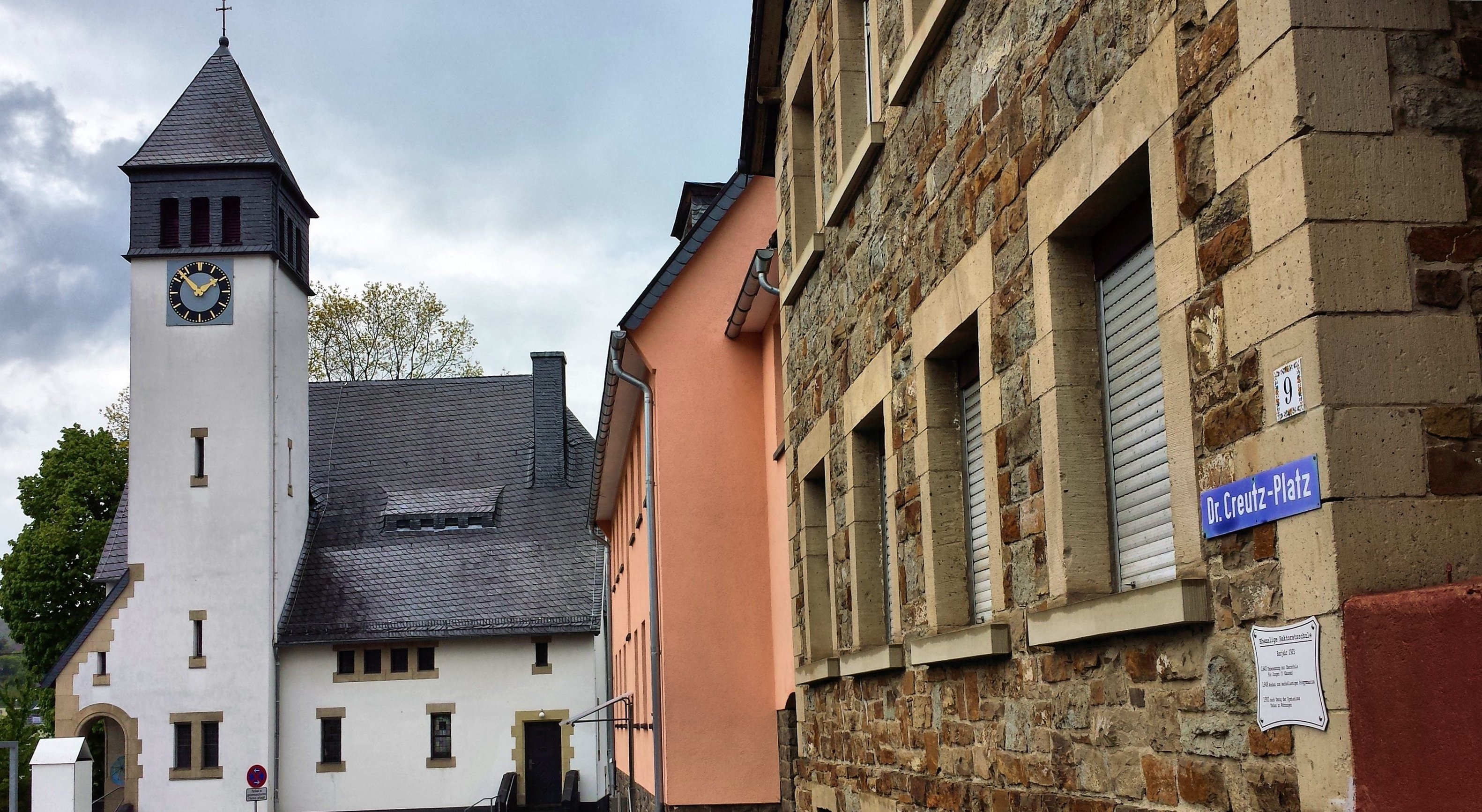
Dr. Creutz-Platz in Adenau

Seine Beisetzung in Adenau 1951 fand unter großer Anteilnahme der Bevölkerung statt. Später wurde in Adenau ein Platz nach ihm benannt, der Dr. Creutz-Platz, und 2002, am 77. Jahrestag der Grundsteinlegung, folgte vor dem Dorint-Hotel am Nürburgring die Niederlegung eines Gedenksteins zu seinen Ehren. 

## Nach 1932
Nach seiner Pensionierung war Creutz vom 1. Januar 1934 bis zum 31. Dezember 1936 als Geschäftsführer der Reichsvertrauensstelle für Werkluftschutz bei dem Verein zur Wahrung der gemeinsamen wirtschaftlichen Interessen in Rheinland und Westfalen tätig. Nach Erwerbslosigkeiten beschäftigte er sich bis 1945 als Vertreter für unterschiedliche Firmen. Nach Ende des Zweiten Weltkriegs fand er 1945 bis 1946 kurzzeitig nochmals Einsatz als Landrat in Eggenfelden.

## Familie
Otto Creutz heiratete am 16. Februar 1921 in Barmen Hedwig Vobis (geboren 16. Februar 1896 in Barmen, gestorben 3. November 1984) eine Tochter des Barmer Sanitätsrats Vobis und dessen Ehefrau Paula Vobis geborene Dohmens. Das Ehepaar hatte zwei gemeinsame Kinder.